# Liste der Monuments historiques in Carcans
Die Liste der Monuments historiques in Carcans führt die Monuments historiques in der französischen Gemeinde Carcans auf.

## Liste der Objekte
| Bezeichnung                                              | Beschreibung                             | Standort                       | Kennzeichnung | Schutzstatus | Datum | Bild |
| -------------------------------------------------------- | ---------------------------------------- | ------------------------------ | ------------- | ------------ | ----- | ---- |
| Skulptur des Apostels Petrus (auf dem Foto rechts außen) | Holz, polychrom gefasst, 18. Jahrhundert | in der Kirche St-Martin (Lage) | PM33001261    | Inscrit      | 1975  |      |
| Skulptur Madonna mit Kind                                | Holz, polychrom gefasst, 18. Jahrhundert | in der Kirche St-Martin (Lage) | PM33001262    | Inscrit      | 1975  |      |
| Skulptur des Apostels Paulus (auf dem Foto links außen)  | Holz, polychrom gefasst, 18. Jahrhundert | in der Kirche St-Martin (Lage) | PM33001260    | Inscrit      | 1975  |      |
| Skulptur des Apostels Jakobus der Ältere                 | Holz, polychrom gefasst, 18. Jahrhundert | in der Kirche St-Martin (Lage) | PM33000445    | Inscrit      | 1971  |      |
| Skulptur des Johannes des Täufers                        | Holz, polychrom gefasst, 18. Jahrhundert | in der Kirche St-Martin (Lage) | PM33001259    | Inscrit      | 1975  |      |
| Skulptur Kopf des Johannes des Täufers                   | Stein und Leder                          | in der Kirche St-Martin (Lage) | PM33001258    | Inscrit      | 1975  |      |